# 不破聖衣来
不破 聖衣来（ふわ せいら、2003年3月25日 - ）は、日本の陸上競技選手。専門は中距離走・長距離走。群馬県高崎市出身。身長154cm、体重37kg。血液型はA型。

## 経歴
群馬県高崎市に生まれる。名前は「『聖なる衣』で、破れないすごい子になってほしい」という願いを込めてつけられた。
小学2年生のとき、校内持久走大会に向けて祖父と姉と一緒に朝のランニングを始めたことが陸上競技との出会いだった。大会初出場は小学3年生のとき。とは言え、小学生の間は5年生のときに始めたミニバスケットボールに夢中で、本格的に陸上競技を始めたのは中学の陸上部に入部してからである。
高崎市立大類中学校に進み、トラック・駅伝・クロスカントリーにおいて、向かうところ敵なしの強さを誇った。拓殖大学陸上競技部監督である五十嵐利治は中学の全国大会で初めて不破の走りを見て、その天賦の才能に思わず惚れ惚れとし、特に自分でレースを作って最後に勝ち切る強さを持っていた点に魅了されたという。中学3年生の時に出演した「炎の体育会TV」（2017年10月21日放送）では、「マスクドランナーvs.小中学生天才美少女アスリート軍」と題された企画に挑戦し、五輪2大会連続2種目金メダリストのモハメド・ファラーと対決した。
中学卒業後は、高崎健康福祉大学高崎高等学校普通科アスリートコースに進学する。この進学は姉の後を追う形だった。高校時代は故障（左足のシンスプリント）と新型コロナウイルス感染拡大による相次ぐ大会の中止などで目立った実績は少ないが、新型コロナの自粛期間中に着々と実力を蓄えた。この間、拓殖大学監督の五十嵐からは高校1年生の時に最初の勧誘を受け、10ページ以上にわたって綴られた「大学4年間の育成計画」を用いたプレゼンテーションを両親と陸上部顧問とともに観覧した。
高3の10月に開催された全国高校陸上2020の3000mでは久々となる全国大会入賞（6位）を果たし、12月には5000mで2020年度の高校ランキング1位となる15分37秒台を叩き出した。さらに、2月に開催された高校最後の全国大会となるU20日本選手権クロスカントリー（女子6km）に出場すると、ただ一人20分を切るタイムで走り2位に大差をつけて優勝した。
高校卒業後の進路は実業団と大学でしばらく悩んでいたが、最終的に拓殖大学を選択した。その理由はいくつか挙げられるが、一番の決め手は前記のような五十嵐の熱意と「日本一ではなく、もっと先を見据えて、世界で戦える選手にしたい。一緒に世界を目指して頑張ろう」という言葉だった。また、もう一つの理由として、不破の姉と高校の同級生で小学生の頃から親しい八田ももか主将がいた点がある。「お姉ちゃんのような存在で、心の支え」であるという。
2021年4月、拓殖大学国際学部国際学科国際スポーツコースに進学し、拓殖大学女子陸上競技部に入部。同年12月11日、「関西実業団ディスタンストライアル」（京都市西京極陸上競技場）女子10000mにおいて30分45秒21のタイムを叩き出し、日本歴代2位およびU20日本新記録、日本学生新記録を樹立した。なお、同レース2位は31分52秒43のタイムで走った佐藤成葉（資生堂）であった。
2022年1月に開催された全国女子駅伝では4区（4km）に出走し、廣中璃梨佳（当時：長崎商業高、現：日本郵政グループ）が保持する従来の記録を3秒短縮する12分29秒の区間新記録をマークした。トップから1分29秒差の22位でたすきを受けると、前方の走者を次々と抜き去り、13人のごぼう抜きでチームを9位に押し上げた。なお、同区間2位は12分34秒のタイムで走った米澤奈々香（仙台育英高3年）であった。

## 選手としての特徴
身長154cm・体重37kgと小柄かつ細身ながら、外国人選手のような大きいストライドと、素早い脚の引き付けによるリズム感あるピッチ、強い体幹を生かした上下動の少ないフォームが持ち味である。また、平常時の脈拍数（心拍数）が1分間に30〜35と極めて少なく、驚異的な心肺機能（スポーツ心臓）の持ち主である。その強靭な心肺機能は「呼吸をしていないかのよう」とまで形容される。
青山学院大学陸上競技部長距離ブロック監督の原晋は、不破の小柄さを感じさせないパワフルな走りを「車で例えるなら、軽自動車にスーパーカーのエンジンを搭載しているかのよう」と表現した。また、スポーツジャーナリストの増田明美は、不破のリズミカルなピッチと大きなストライドを武器とする走りを「リニアモーターカー」に例え、「幼少期からピアノを弾いていて体の中に良いリズムがあることは、走りとどこか接点があるのではないか」と分析した。佐藤早也伽（積水化学）や前田穂南（天満屋）らも幼少期からピアノを弾いていたことと合わせて、「内側にあるリズムを上手に引き出せるなど、ピアノと長距離走には関連性があるのではないか」と予想した。
大学入学後に二度も悩まされた貧血を予防するため、食事の改善を図った。五十嵐利治監督が自ら不破のために「レバーの甘辛煮」や「ほっけ定食」を作るなど食事面をサポートした。また、不破自身も寮の休食日には自炊をし、「豆腐たっぷり麻婆うどん」などのタンパク質を十分に摂取することを考慮したレシピで体質の改善に取り組んだ。食事の量も増やし、体重は大学入学時と比べて2kg増量した。特に食べるご飯の量が急激に増えたため、実家に帰省した際は家族に驚かれるという。
駅伝ランナーは通常、ストップウォッチ機能が付いた腕時計でタイムを計測しながら走ることで1km毎のラップタイムからペースを把握するが、不破は「1km何分でというプランは一応あるが、実際のレースではいろいろな状況があり、ロボットのようにきっちりとはいけない。1秒の誤差を気にしてリズムが狂ってしまうよりは、自分の感覚で走ったほうが走りやすい」との理由から腕時計を一切身に着けることなくレースに挑む。

## 人物
子供の頃にしていた主な習い事は、ピアノ、水泳、ミニバスケットボール、陸上、学習塾。
趣味はピアノ演奏。普段はディズニーの曲などを弾いてリラックスしているという。
勝負メシはホッケ、うなぎ。肉類よりも魚介類が好物。好きな寿司ネタはホタテ。
レースの際に着用しているミッキーマウスの形をしたピアスは関東インカレの5000mで優勝したお祝いにコーチから貰ったもので、ゲン担ぎのためレース以外では着用しない。なお、そのピアスを付けて走ったレースでは現在のところ負けなしであるという。
お笑いタレントのフワちゃん（本名：不破遥香）と名字が同じであることから、メディアでは「陸上界のフワちゃん」の愛称で親しまれている。それ以前から友達や学校の先生には「フワちゃん」と呼ばれることがあったため特に違和感は抱かなかったが、本名の漢字も同じ「不破」であった点には驚いたという。

## 家族
姉はセンコー女子陸上競技部所属の不破亜莉珠。2017年11月12日に開催された第33回東日本女子駅伝では、2人の夢であった姉妹によるたすきリレーが実現した（姉が3区、妹が4区）。自身の下にも妹が1人（不破珠衣琉）おり、同様に駅伝をしている。
父親は陸上経験者ではなく、学生時代はサッカーをしていた。母親は中学時代のみ陸上部に加入していた。母方の祖父は群馬県の水上出身で、クロスカントリースキーの元国体選手。

## 主な戦績
| 年     | 大会                             | 種目       | 順位             | 備考                                          |
| ------ | -------------------------------- | ---------- | ---------------- | --------------------------------------------- |
| 2016年 | ジュニアオリンピック             | B1500m     | 優勝             |                                               |
|        | 東日本女子駅伝                   | 4区        | 区間賞           | 群馬県12位                                    |
| 2017年 | 全国女子駅伝                     | 3区        | 区間賞           | 群馬県13位、未来くん賞                        |
|        | 全中クロカン                     | 3km        | 優勝             |                                               |
|        | 群馬リレーカーニバル             | 1500m      | 優勝             | 兼 国体群馬県第1次予選会                      |
|        | 中学通信陸上                     | 1500m      | 1位              | 全国集計結果                                  |
|        | 全中陸上                         | 1500m      | 優勝             |                                               |
|        | ジュニアオリンピック             | A3000m     | 優勝             |                                               |
|        | 東日本女子駅伝                   | 4区        | 区間賞           | 群馬県10位                                    |
| 2018年 | 全国女子駅伝                     | 3区        | 区間賞           | 群馬県11位                                    |
|        | 全中クロカン                     | 3km        | 2位              | 優勝は橋本充央（大住中3年）                   |
|        | 第73回国民体育大会（福井）       | 少年B1500m | 2位              | 優勝は石松愛朱加（浜の宮中3年）               |
|        | ジュニアオリンピック             | A3000m     | 2位              | 優勝は石松愛朱加（浜の宮中3年）               |
| 2019年 | 全国女子駅伝                     | 1区        | 区間28位         | 群馬県13位                                    |
|        | 東日本女子駅伝                   | 3区        | 区間2位          | 群馬県6位、区間1位は山中菜摘（仙台育英高1年） |
| 2020年 | 全国女子駅伝                     | 4区        | 区間13位         | 群馬県7位                                     |
|        | 全国高校陸上2020                 | 3000m      | 6位              |                                               |
| 2021年 | クロスカントリー日本選手権       | U20 6km    | 優勝             |                                               |
|        | 関東インカレ                     | 5000m      | 優勝             |                                               |
|        | 日本学生個人                     | 5000m      | 2位              | 優勝は小林成美（名城大3年）                   |
|        | U20日本選手権                    | 5000m      | 優勝             | 大会新                                        |
|        | 日本インカレ                     | 5000m      | 優勝             |                                               |
|        | 全日本大学女子駅伝               | 5区        | 区間賞（区間新） | 拓殖大3位                                     |
|        | 東日本女子駅伝                   | 9区        | 区間賞           | 群馬県優勝                                    |
|        | 関西実業団ディスタンストライアル | 10000m     | 1位              | U20日本新、日本学生新                         |
|        | 富士山女子駅伝                   | 5区        | 区間賞（区間新） | 拓殖大6位                                     |
| 2022年 | 全国女子駅伝                     | 4区        | 区間賞（区間新） | 群馬県17位、優秀選手                          |
|        | 日本インカレ                     | 10000m     | 優勝             |                                               |
|        | 全日本大学女子駅伝               | 5区        | 区間賞           | 拓殖大5位                                     |